# فدك (حسين أباد)
فدك (بالفارسية: فدک) هي قرية تقع في إيران في قسم حسین أباد.